# بيتر بروك
بيتر بروك (بالإنجليزية: Peter Stephen Paul Brook )‏ (21 مارس 1925 - 2 يوليو 2022)، هو مخرج مسرحي، ومخرج أفلام، ومونتير، وكاتب سيناريو، وكاتب، من المملكة المتحدة، ولد في لندن وتوفي في باريس، وهو عضوٌ في الأكاديمية الأمريكية للفنون والعلوم.

## التعليم
تعلم في كلية المجدلية.

## جوائز
حصل على جوائز منها:
- جائزة إبسن الدولية [الإنجليزية]‏ (2008)
- جائزة دان ديفيد (2005)
- جائزة توني لأفضل إخراج مسرحي [الإنجليزية]‏ (1971)
- جائزة توني لأفضل إخراج مسرحي [الإنجليزية]‏ (1966)
- قائد وسام الامبراطورية البريطانية
- جائزة بريميم إمبريال  [لغات أخرى]‏
- قائد الفنون والآداب
- وسام جوقة الشرف من رتبة قائد.

## وصلات خارجية
- بيتر بروك في قاعدة بيانات الأفلام على الإنترنت
- بيتر بروك على موقع IMDb (الإنجليزية)
- بيتر بروك على موقع الموسوعة البريطانية (الإنجليزية)
- بيتر بروك على موقع مونزينجر (الألمانية)
- بيتر بروك على موقع ألو سيني (الفرنسية)
- بيتر بروك على موقع ميوزك برينز (الإنجليزية)
- بيتر بروك على موقع تيرنر كلاسيك موفيز (الإنجليزية)
- بيتر بروك على موقع أول موفي (الإنجليزية)
- بيتر بروك على موقع قاعدة بيانات برودواي على الإنترنت (الإنجليزية)
- بيتر بروك على موقع قاعدة بيانات الأفلام السويدية (السويدية)
- بيتر بروك على موقع إن إن دي بي (الإنجليزية)